# شونسوكي تسوتسومي
شونسوكي تسوتسومي (باليابانية: 堤 俊輔) (مواليد 8 يونيو 1987)، هو لاعب كرة قدم ياباني سابق كان يلعب كمدافع.

## وصلات خارجية
- شونسوكي تسوتسومي على موقع الاتحاد الدولي (مؤرشف)  (الإنجليزية)
- شونسوكي تسوتسومي على موقع رابطة كرة القدم اليابانية للمحترفين (اليابانية)
- شونسوكي تسوتسومي على موقع قاعدة بيانات كرة القدم.إي يو (الإنجليزية)
- شونسوكي تسوتسومي على موقع Soccerway.com (الإنجليزية)
- شونسوكي تسوتسومي على موقع عالم كرة القدم.نت (الإنجليزية)
- شونسوكي تسوتسومي على موقع كووورة